# نیکلای بوخارین
نیکلای ایوانوویچ بوخارین (به روسی: Никола́й Ива́нович Буха́рин) (زادهٔ ۹ اکتبر ۱۸۸۸ – درگذشتهٔ ۱۵ مارس ۱۹۳۸)، رهبر سیاسی، انقلابی بلشویک، تئوریسین کمونیست و از ۱۹۱۷ تا ۱۹۲۹، سردبیر روزنامه پراودا بود.
او از جمله کسانی بود که ابتدا علیه تروتسکی با استالین متحد شد و سپس، در اواخر دههٔ ۲۰ به مخالفت با او برخاست و در نتیجه به دستور استالین در پاکسازی بزرگ، اعدام شد.
بوخارین، از رهبران تئوریک حزب بلشویک بود و آثار او، آثاری در مورد اقتصاد، فلسفه و اقتصاد سوسیالیسم بازار هستند.

## زندگی‌نامه
نیکلای ایوانویچ بوخارین در مسکو متولد شد، او دومین پسر ایوان گاوریلویچ و لوبوف ایوانوا بوخارینا بود و پدر و مادرش معلم بودند.
بوخارین در سال ۱۹۰۶ و در حالی که تنها ۱۸ سال داشت، به حزب سوسیال دمکرات کارگران روسیه پیوست پیوست و به جناح لنینیستی حزب به نام بلشویک‌ها گرایش پیدا کرد. او به عنوان یک برنامه‌ریز و مبلغ موفق فعالیت می‌کرد و تمام انرژی خود را در این سال‌ها وقف خدمت به حزب کرد.
او به سازماندهی اعتصابات متعددی از سوی کارگران کارخانه‌های مسکو و سن‌پترزبورگ کمک کرد و در تمامی جنبش‌های دانشجویی، جلسات جمعی و سایر فعالیت‌های اعتراضی و انقلابی فعالانه حضور داشت. در سال ۱۹۰۷ به عضویت کمیته مسکو حزب انتخاب شد. دو سال بعد توسط پلیس این شهر برای فعالیت‌های انقلابی‌اش تحت تعقیب قرار گرفت و دستگیر شد. پس از یک سال زندان، او را به آرخانگلسک تبعید کردند ولی از آنجا گریخت و به خارج از کشور رفت. او از سال‌های ۱۹۱۱ تا ۱۹۱۷ را در خارج از کشور سپری کرد. در این مدت پلیس همچنان در تعقیب او بود و بنابراین از ترس دستگیری ناچار به تغییر مکان می‌شد. آلمان، اتریش، سوئیس، سوئد، نروژ و آمریکا کشورهایی بودند که او در این سال‌ها زندگی خود را در آنجا گذراند.
بوخارین پس از سقوط تزار نیکلای دوم و اجازه بازگشت زندانیان سیاسی به کشور، در سال ۱۹۱۷ به روسیه بازگشت و در مسکو سردبیر روزنامه حزب سوسیال دموکرات و مجله اسپارتاکوس شد. او در دهه ۱۹۲۰ در یک چرخش نسبی مواضع پیشین خود را به عنوان نماینده دیدگاه‌هایی رادیکال چپ در حزب کمونیست تعدیل کرد و نظریات لنین در رابطه با بقاء و تقویت دولت شوروی به عنوان سنگر انقلابات جهانی آینده را پذیرفت. هنگامی که لنین در سال ۱۹۲۴ درگذشت، بوخارین به عنوان رهبر جناح راست در حزب شناخته می‌شد و در نبرد قدرتی که درون حزب میان تروتسکی، زینوویف، کامنف و استالین درگرفت، از استالین حمایت کرد.
عقاید بوخارین تقریباً از ابتدای دهه ۲۰، آغاز به تغییر کرد طوری که در سال ۱۹۲۴ دیگر ایده انقلاب جهانی را به‌طور کلی رد می‌کرد و مدعی بود اولویت اصلی حزب باید در دفاع و توسعه نظام کمونیستی در اتحاد جماهیر شوروی باشد، در سیاست‌های اقتصادی هم محافظه‌کار شد و از یک سیاست تدریجی حمایت می‌کرد، نهایتاً تغییر عقاید او با استالین و دیگر اعضای حزب، به کنار گذاشته شدن بوخارین از حزب در سال ۱۹۲۹ انجامید. او به علاوه از ریاست کمینترن و سردبیری «پراودا» نیز محروم شد و تنها سردبیر «ایزوستیا» بود و همواره خطرات رژیم‌های فاشیستی در اروپا را یادآور می‌شد. به هرحال، بوخارین در فوریه ۱۹۳۷ به اتهام براندازی شوروی، توطئه، خیانت و اتهاماتی از این دست دستگیر و محکوم می‌شود و در شرایطی که به شدت نگران سرنوشت همسر و فرزند خردسالش بود، به استالین نامه‌ای نوشت و اتهاماتی را که علیه خودش پذیرفته بود را رد کرد و از اینکه استالین چنین اتهاماتی را باور کرده‌است، ابراز ناراحتی کرده و از او می‌خواهد مرگش نه به طریق تیرباران که با نوشیدن یک فنجان مرفین صورت بگیرد و پیش از مرگ، همسر و فرزندش را ببیند؛ اما هیچ‌کدام از درخواست‌های او به واقعیت نپیوست و نامه او پس از مرگ استالین در کشوی میزکارش پیدا شد؛ نیکلای بوخارین در ۱۸ مارس ۱۹۳۸ تیرباران شد.